# Amy Lee
Amy Lynn Lee (Riverside (Californië), 13 december 1981) is een Amerikaanse zangeres.
Amy Lee is de zangeres van de band Evanescence, die ze in de jaren negentig oprichtte met Ben Moody. Ze speelt piano, harp en schrijft nummers. Voor het album Fallen heeft ze de meeste liedjes samen met Ben Moody en David Hodges geschreven, voor The Open Door (2007) schreef ze samen met Terry Balsamo (gitarist van Evanescence). 
Ook nam ze de nummers "Breathe" en "Fall Into You" op met David Hodges.

## Privé
Amy Lee had een relatie met Seether-muzikant Shaun Morgan. Samen met hem nam ze de hit "Broken" opnieuw op. Ze is nu getrouwd met Josh Hartzler en ze heeft een zoon.

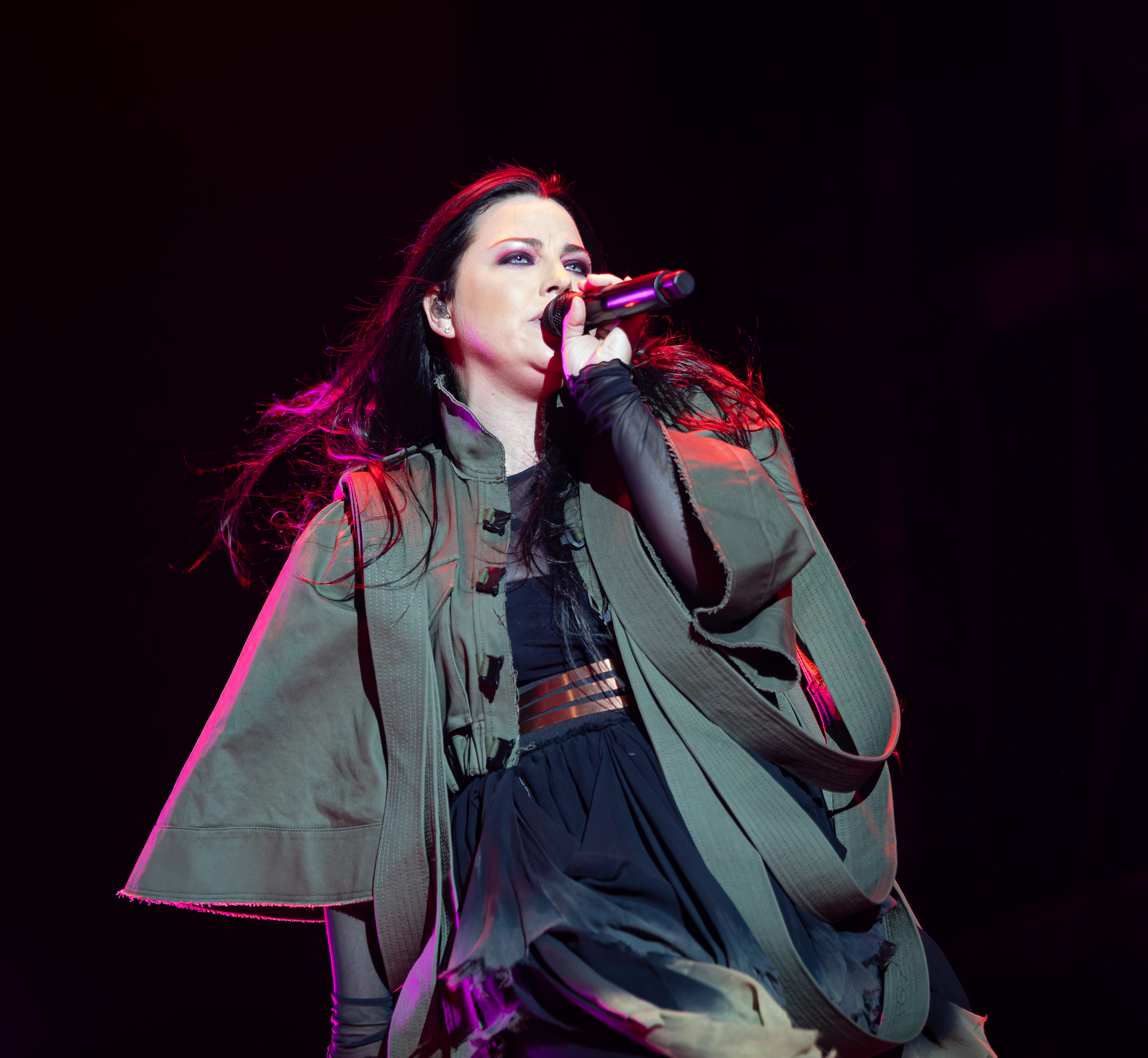
Amy Lee tijdens een optreden in 2023

- Biblioteca Nacional de España: XX5741665
- Bibliothèque nationale de France: cb145949524 (data)
- Gemeinsame Normdatei: 13548541X
- International Standard Name Identifier: 0000 0000 7844 522X
- Library of Congress Control Number: n2006086066
- MusicBrainz: 7ee89158-3446-4044-bb88-0dcc4d4cd6c0
- Nationale Bibliotheek van Tsjechië: kv2008437622
- Nederlandse Thesaurus van Auteursnamen: 326207082
- Réseau des bibliothèques de Suisse occidentale: 02-A025533612
- Système universitaire de documentation: 162051336
- Virtual International Authority File: 50444018
- WorldCat: E39PBJqbhY6ggjVFM7vgTrhrbd